# Danh sách nhân vật trong Spy × Family

Bìa của cuốn fan book Spy × Family mang tên EYES ONLY, bao gồm các nhân vật chính:
Phía trước, từ trái sang phải: Loid Forger, Bond Forger (đang nằm ở dưới đất), Anya Forger, Yor Forger
Nền phía sau, hàng trên: Franky Franklin, Sylvia Sherwood, Becky Blackbell, Henry Henderson
Nền phía sau, hàng dưới: Fiona Frost, Ewen Egeburg, Damian Desmond, Emile Elman, Yuri Briar

Spy × Family, một bộ truyện tranh được viết và minh họa bởi Tatsuya Endo và sau đó được chuyển thể thành anime cùng tên, có một dàn nhân vật sống trong một phiên bản hư cấu của thế giới thực. Câu chuyện lấy bối cảnh ở hai quốc gia láng giềng: Westalis và Ostania.[ch. 1] Hai nước gần đây đã thiết lập hòa bình sau một cuộc chiến tranh tàn khốc. Bất chấp nỗ lực duy trì tình hữu nghị, vẫn có những tia lửa châm ngòi cho cuộc chiến một lần nữa.[ch. 1, 18–22, 41]
Cốt truyện kể về gia đình Forger, bao gồm Loid làm cha, Yor làm mẹ, Anya là người con và Bond Forger là thú cưng. Họ tạo ra một "gia đình", ở cùng nhau trong những hoàn cảnh khác thường vì những động cơ và bí mật thầm kín của họ. Loid Forger, danh tính thực sự là điệp viên người Westalis "Twilight", nhận nuôi một cô con gái có khả năng ngoại cảm mồ côi tên là Anya và kết hôn với một sát thủ chuyên nghiệp người Ostania - Yor Briar; sau đó, họ cũng nhận nuôi Bond, một chú chó có nhìn thấy một chút tương lai, đưa về chăm sóc. Các thành viên trong gia đình Forger phần lớn không biết bí mật lẫn nhau, nhưng họ chấp nhận sự giả dối của sự kết hợp của mình. Họ sẵn sàng, thực sự yêu thương và quan tâm lẫn nhau. Dàn nhân vật phụ bao gồm bạn bè, người thân, đồng nghiệp, đồng minh và kẻ thù của họ, những người giúp đẩy cốt truyện về phía trước. Mặc dù phần lớn câu chuyện và các nhân vật sống ở Ostania, nhưng Westalis và mối quan hệ mong manh giữa hai nước luôn là tâm điểm, đóng vai trò là động lực cho mục tiêu và mục đích của nhân vật chính. 

## Gia đình Forger
Loid Forger (ロイド・フォージャー Roido Fōjā) / Twilight (黄昏, Tasogare)
Lồng tiếng bởi: Eguchi Takuya (tiếng Nhật), Lê Nguyễn Tuấn Anh (tiếng Việt)
Một điệp viên đến từ Westalis với mật danh Twilight (黄昏 Tasogare), có khả năng chiến đấu, trí nhớ và xử lý thông tin phi thường. Anh sử dụng nhiều khuôn mặt và tên khác nhau cho mỗi nhiệm vụ khác nhau (Loid Forger cũng là tên giả dùng cho nhiệm vụ). Nhiệm vụ gần đây nhất của anh là Chiến dịch Strix, yêu cầu anh đăng ký cho một đứa trẻ vào ngôi trường danh tiếng Eden và cần "cả bố lẫn mẹ đều có mặt" để tiếp cận mục tiêu. Thế nên, anh tạo ra một gia đình giả bằng cách nhận nuôi Anya và kết hôn với Yor, ngụy trang thành một bác sĩ tâm thần tại Bệnh viện Đa khoa Berlint. Anh khéo nấu ăn và dọn dẹp. Vốn là trẻ mồ côi trong chiến tranh, anh quyết định trở thành một điệp viên để tạo ra một "thế giới nơi trẻ em không phải khóc".
Để tạo ra một gia đình giả bằng cách nhận nuôi Anya và kết hôn với Yor, mặc dù anh không biết gì về danh tính và tài năng tiềm ẩn của họ. Gần đây anh đã thành công trong việc rút khoảng cách ngắn gọn với Donovan Desmond, mặc dù nó mang lại kết quả tối thiểu do tính cách khó hiểu và bí ẩn của Desmond.
Loid sở hữu nhiều tài năng và kỹ năng điệp viên cũng như các vai trò khác mà anh phải đảm nhận trong các nhiệm vụ của mình. Mặc dù anh hay tỏ ra lôi kéo và thực dụng khi hoàn thành nhiệm vụ của mình, anh dần bộc lộ khía cạnh mềm yếu của mình với gia đình, và thời gian trôi qua, anh dần quan tâm đến họ một cách chân thành, mặc dù bề ngoài anh không thừa nhận điều đó.
Như được tiết lộ ở phần sau của câu chuyện, Twilight từng sống với bố mẹ ở Luwen, Westalis, một thị trấn gần biên giới Ostania. Anh mất mẹ và những người bạn thân khi chiến tranh bắt đầu, không rõ tung tích của cha anh. Anh nhập ngũ và được Cơ quan Tình báo Westalis tuyển dụng để đào tạo về hoạt động điệp viên dưới sự chỉ đạo của Sylvia Sherwood. Tại một thời điểm nào đó trong sự nghiệp của mình, anh cũng đã huấn luyện Nightfall và truyền cho cô tính cách cầu toàn và vô cảm, tính cách này vẫn tồn tại cho đến tận bây giờ.
Yor Forger (ヨル・フォージャー Yoru Fōjā) nhũ danh Briar (ブライア, Buraia) / Thorn Princess (いばら姫, Ibara Hime)
Lồng tiếng bởi: Hayami Saori (tiếng Nhật), Nguyễn Vũ Minh Chuyên (tiếng Việt)
Một nữ sát thủ chuyên nghiệp với mật danh Thorn Princess (いばら姫 Ibara Hime), ẩn thân phận thành nhân viên tại Tòa thị chính Berlint. Họ của Yor trước khi kết hôn là Briar (ブライア Buraia) cô đang 27 tuổi. Cô đồng ý kết hôn mà không cần biết lý lịch thực sự của Loid và tin rằng Anya là con gái ruột của anh từ cuộc hôn nhân trước. Là một sát thủ, Yor giỏi dọn dẹp, nhưng không biết làm việc nhà, đặc biệt là nấu ăn. Vì vậy, Loid làm hầu hết các công việc nấu nướng, mặc dù gần đây cô ấy đã bắt đầu học nấu ăn từ đồng nghiệp. Cô có một người em trai tên là Yuri, là một công chức và rất gắn bó với chị mình.
Trong cuộc sống hàng ngày, Yor là người mềm mỏng, quan tâm, ăn nói trang trọng và quan tâm đến người khác nhưng đôi khi bị cản trở bởi bản tính ngu ngốc và lơ đãng của mình. Vì điều này, cũng như việc thiếu kỹ năng giao tiếp và xã hội, cô ấy gặp khó khăn trong việc thích nghi với các chuẩn mực và do đó thường xuyên là mục tiêu bị đồng nghiệp bắt nạt. Bất chấp tất cả, cô luôn nỗ lực để trở thành một người vợ, người mẹ tốt cho nhà Forger.
Yor mất cha mẹ sớm. Cô một mình nuôi nấng em trai Yuuri và trở thành sát thủ cho nhóm sát thủ Garden khi còn trẻ để kiếm sống cho cả hai. Cả cô và em trai đều không biết về công việc thực sự của nhau. Gần đây, cô  đã gặp Melinda Desmond, vợ của mục tiêu của Loid, và được mời tham gia vào nhóm bạn của cô, "Hội Quý Bà Yêu Nước".
Yor cực kỳ mạnh mẽ và cứng rắn, vì cô có thể đá văng một chiếc ô tô đang chạy quá tốc độ, dùng vợt đập một quả bóng tennis, sống sót sau vết thương do đạn bắn và chịu được chất độc chết người. Cô cũng là chuyên gia sử dụng dao và các loại vũ khí sắc bén tương tự, cũng như cận chiến bằng tay không. Vũ khí cô chọn là đôi Stiletto hình kim; chúng dài, không có phần bảo vệ và có chuôi kiếm hình vòng, giống như kunai. Yor không giỏi làm những công việc nhà cơ bản, đặc biệt là nấu ăn; những bữa ăn tự nấu của cô ấy tệ đến mức có chất độc. Mặc dù dường như miễn dịch với chất độc và khả năng tự nấu ăn của mình, cô lại rất dễ say chỉ với một lượng nhỏ rượu.
Anya Forger (アーニャ・フォージャー Ā'nya Fōjā)
Lồng tiếng bởi: Tanezaki Atsumi (tiếng Nhật), Cao Thụy Thanh Hồng (tiếng Việt)
Một cô bé có thể đọc được suy nghĩ của người khác, Anya là người duy nhất biết được tình hình chung của gia đình mình. Tuổi thật sự của cô bé tầm khoảng 4 hoặc 5 tuổi, nhưng lại nói là 6 tuổi vì trường chỉ nhận trẻ 6 tuổi trở lên. Ban đầu, cô bé là một đối tượng thử nghiệm trên người được đặt tên là "Vật thí nghiệm 007" (被検体007 (Bị kiểm thể 007) Hikentai 007), cô đã trốn đi bởi vì ở đó cô phải học mà không được chơi. Sau đó tự đặt tên là "Anya." Do năng lực ngoại cảm, Anya không khỏe khi đi vào đám đông. Ngoài ra, vì không chịu học hành đàng hoàng nên Anya học không giỏi và bù lại bằng cách đọc suy nghĩ của những người khác để tìm câu trả lời. Tuy nhiên, có vẻ như cô không thể sử dụng khả năng ngoại cảm của mình trong thời kỳ trăng non. Cô bé thích anime "Spy Wars" và nghĩ rằng bất cứ điều gì liên quan đến "bí mật" và "nhiệm vụ" đều thú vị.
Anya theo học tại Học viện Eden và cố gắng kết bạn với Damian Desmond trong Chiến dịch Strix của Loid. Vì xung đột với Damian trong ngày đầu tiên, cô bị cả lớp xa lánh nhưng lại tìm được tình bạn với Becky Blackbell. Cô không biết về tình cảm của Damian đối với mình và không có ấn tượng tốt về cậu ta nhưng vẫn cố gắng kết bạn với Damian như mong muốn của cha mình. Cho đến nay, cô bé đã nhận được 3 Stella và 3 Tonitrus, khiến Loid rất thất vọng về điều sau.
Chi tiết duy nhất được xác nhận về quá khứ của cô bé là tên của cô bé, "Anya" và rằng mình đã được một số gia đình nhận nuôi, nhưng vẫn đều được trả lại trại trẻ mồ côi. Mặc dù cô bé thể hiện khả năng kiểm soát đáng kể khả năng đọc suy nghĩ của mình, Anya không thể sử dụng nó trong lúc trăng non hoặc trên tâm trí của nhiều người cùng một lúc. Do bị chấn thương khi còn là đối tượng thí nghiệm, cô bé học không giỏi và thường từ chối học tập, dựa vào khả năng đọc suy nghĩ của mình để sao chép từ người khác, mặc dù cô bé tỏ ra có tài về Cổ điển Văn học. Anya khá linh hoạt và nhanh trí so với một đứa trẻ cùng tuổi. Cô bé cũng thỉnh thoảng thể hiện sự dũng cảm của mình như cứu một đứa trẻ chết đuối, đứng lên bảo vệ bạn bè và cảnh báo cho Loid về một bẫy bom, bất chấp nguy hiểm cho bản thân.
Bond Forger (ボンド・フォージャー Bondo Fōjā)
Thú cưng của gia đình, thuộc giống Chó núi Pyrenees, vốn là đối tượng chó thử nghiệm của Dự án Apple có tên "Số 8" (8号). Chú có thể nhìn thấu tương lai mà chỉ Anya biết bằng cách sử dụng thần giao cách cảm. Chú gặp Anya và gia đình Forger khi bị lợi dụng trong một vụ đánh bom khủng bố và sau đó được gia đình nhận nuôi. Chú chó sợ lúc Yor nấu ăn (chú thấy trong tương lai chú sẽ bị lìa đời vì chuyện này) và cố gắng hết sức để tránh điều đó. Chú được đặt tên theo nhân vật hoạt hình yêu thích của Anya, Bondman.
Chú thể hiện tình yêu vô điều kiện và lòng trung thành kiên định với nhà Forger, và đặc biệt thân thiết với Anya. Vì vậy, chú tỏ ra ghen tị khi Anya thể hiện tình cảm với người khác, dù đó là một món đồ chơi. Chú phản đối và do dự với một số hình thức đào tạo nâng cao vì quá khứ đau thương của mình trong Dự án Apple. Mặc dù bản tính dễ bị phân tâm, nhưng chú là một con chó thông minh và mạnh mẽ, có khả năng hiểu được chỉ dẫn của chủ nhân, nhận biết nguy hiểm và hạ gục người trưởng thành. Chú cũng hình thành mối quan hệ với Franky trong suốt thời gian Franky phải chăm sóc nó.

## Trường Eden
Học viện Eden (イーデン校, Īden Kō), hay còn gọi là Cao đẳng Eden (イーデン・カレッジ, Īden Karejji), là một trường tư thục có uy tín cao nằm ở Berlint, Ostania. Học viện cung cấp nền giáo dục hàng đầu cho khoảng 2500 học sinh, từ 6 đến 19 tuổi, bao gồm các môn học thuật, thể thao và mỹ thuật. Quá trình tuyển sinh nổi tiếng là khắc nghiệt, đòi hỏi ứng viên phải vượt qua cả bài kiểm tra viết khó và cuộc phỏng vấn gia đình chính thức. Sau khi đăng ký, học sinh được đưa vào một trong tám ngôi nhà của họ và được lựa chọn ở trong ký túc xá ngôi nhà đắt tiền hoặc đi học từ nhà. Học sinh Eden được trao tặng Ngôi sao Stella (ステラ, Sutera, Stella, "Ngôi sao") vì thành tích học tập hoặc xã hội đặc biệt, nhưng cũng có thể bị trừng phạt bằng Tonitrus Bolt (トニト, Tonito, viết tắt của Tonitrus, "Sấm sét") do vi phạm luật hoặc không vượt qua các bài kiểm tra. Một học sinh đạt được tám Ngôi sao Stella sẽ trở thành thành viên của những học sinh ưu tú của Học viện Eden được gọi là Học giả Hoàng gia (インペリアル・スカラー, Inperiaru Sukarā), nhận được sự đối xử và đặc quyền ưu đãi, trong khi những học viên bị trừng phạt bằng tám Tonitrus sẽ tự động bị trục xuất. 

### Học sinh
Anya Forger (アーニャ・フォージャー Ā'nya Fōjā)
Cô con gái của gia đình Forger. Cô bé theo học tại Học viện Eden và được xếp vào lớp ở phân khu ký túc xá Cecil. 
Damian Desmond (ダミアン・デズモンド Damian Dezumondo)
Lồng tiếng bởi: Fujiwara Natsumi (tiếng Nhật), Phạm Hồ Thanh Lộc (tiếng Việt)
Một người bạn cùng lớp táo tợn của Anya có bố là người có quyền lực vượt trội, nhưng cậu vẫn học hành chăm chỉ để được bố chú ý và chấp thuận. Cậu chăm chỉ học tập và xuất sắc trong môn Lịch sử, điều này được thể hiện khi cậu giành được Ngôi sao Stella trong bài kiểm tra giữa kỳ Lịch sử khi đứng thứ 2 trong lớp. Bố của cậu, Donovan Desmond (ドノバン・デズモンド Donoban Dezumondo), là mục tiêu chính của Chiến dịch Strix. Cậu thường đối xử một cách hung hăng đối với Anya và không chịu nhận chấp nhận rằng cậu đang thích thầm cô bé. Cậu có một người anh trai hết sức nhiệt tình và giỏi giang tên là Demetrius Desmond (ディミトリアス・デズモンド Dimitoriasu Dezumondo), một thành viên của Học giả Hoàng gia và một chú chó tên là Max. Cậu ở chung ký túc xá với hai người bạn thân nhất của mình, Emile (エミールゥ Emīrū) và Ewen (ユーイン Yūin). Sau vụ cướp xe buýt, Damian đã được thưởng sao Stella thứ hai vì thể hiện sự dũng cảm khi cố gắng thay thế Anya làm con tin bị đeo cổ có gắn bom.
Becky Blackbell (ベッキー・ブラックベル Bekkī Burakkuberu)
Lồng tiếng bởi: Katō Emiri (tiếng Nhật), Nguyễn Vũ Minh Chuyên (tiếng Việt)
Bạn thân của Anya ở trường. Bố cô là Giám đốc điều hành của Blackbell Heavy Industries, một nhà sản xuất quân sự lớn, luôn yêu thương cô, cho cô bất cứ thứ gì cô mong muốn. Cô bé thường được nhìn thấy dưới sự chăm sóc của quản gia của mình, Martha. Sau cuộc gây lộn giữa Anya và Damian vào ngày đầu tiên đi học, cô trở thành bạn của Anya. Cô đối xử với Anya rất tử tế, mặc dù mọi bạn học khác đều xa lánh cả hai. Cô cũng phải lòng Loid, bố của Anya và đã cố gắng thu hút sự chú ý của anh nhưng không thành công. Mặc dù coi Yor là đối thủ nhưng cô bé ngưỡng mộ sức mạnh của Yor và đã được Yor kèm cặp võ thuật. Sau vụ cướp xe buýt, Becky đã được thưởng sao Stella đầu tiên vì hành động thông báo cho cảnh sát địa điểm nơi những chiếc xe buýt bị cướp của họ đang hướng tới. Cô có một chú chó tên Wiesel và cô nhiều khi gọi nhầm thành Weezy.
Emile Elman (エミール・エルマン Emīru Eruman)
Lồng tiếng bởi: Hana Sato (tiếng Nhật), Nguyễn Quang Tuyên (tiếng Việt)
Bạn cùng lớp của Damian và là một trong những tín đồ trung thành của cậu ta. Cậu nhóc vô tư, thoải mái và thích đồ ăn ngọt. Cậu, Damian và Ewen luôn được nhìn thấy cùng nhau và họ được xếp vào cùng một ký túc xá của Cecil Hall. Cậu ta và Ewen lúc đầu có vẻ là thuộc hạ của Damian nhưng sau đó họ bắt đầu coi nhau như bình đẳng và ở bên nhau vượt qua những khó khăn tại Học viện Eden. Cậu và Ewen không biết tình cảm của Damian dành cho Anya và vẫn đối xử với cô mỗi khi họ gặp mặt.
Ewen Egeburg (ユーイン・エッジバーグ Yūin Ejjibāgu)
Lồng tiếng bởi: Haruka Okamura (tiếng Nhật), Nguyễn Anh Tuấn (tiếng Việt)
Bạn cùng lớp của Damian và là một trong những tín đồ trung thành của cậu ta. Cậu nhóc có vẻ sáng sủa và tinh ý hơn những gì bề ngoài và mơ ước trở thành một phi hành gia trong tương lai. Cậu ấy, Damian và Emile luôn được nhìn thấy cùng nhau và họ được xếp vào cùng một ký túc xá của Cecil Hall. Cậu ta và Emile lúc đầu có vẻ là thuộc hạ của Damian nhưng sau đó họ bắt đầu coi nhau như bình đẳng và ở bên nhau vượt qua những khó khăn tại Học viện Eden. Cậu và Emile không biết về tình cảm của Damian đối với Anya và vẫn đối xử với cô mỗi khi họ gặp mặt. Mặc dù vậy, Ewen dường như có mối liên hệ với Anya vì tình yêu lãng mạn du hành vũ trụ của họ.
George Glooman (ジョージ・グルーマン Jōji Gurūman)
Lồng tiếng bởi: Shun Horie (tiếng Nhật), Đặng Hoàng Khuyết (tiếng Việt)
Con trai của Giám đốc điều hành của Dược Phâmt Glooman và là học sinh lớp một ở Cecil Hall. Tin rằng công việc kinh doanh của gia đình mình đã bị Tập đoàn Desmond đẩy vào phá sản và kết quả là cậu ta sẽ phải bỏ học, cậu đã lên kế hoạch để đuổi học Damian, thậm chí còn thuê điệp viên nghiệp dư Daybreak để sửa phiếu trả lời bài thi của Damian. Cả lớp thương xót cậu và chia tay cậu vào ngày cuối cùng. Khi hiểu lầm được giải tỏa, cậu vẫn được đến trường vào ngày hôm sau và bị cả lớp tẩy chay kể từ đó. :
Bill Watkins (ビル・ワトキンス Biru Watokinsu)
Lồng tiếng bởi: Hiroki Yasumoto (tiếng Nhật), – (tiếng Việt)
Một học sinh lớp một ở Wald Hall và là con trai của một Thiếu tá trong Quân đội Ostania. Biệt danh là "Bazooka Bill" (魔弾のビル, Madan no Biru, "Demon/Magic Bullet Bill") không chỉ vì vóc dáng cực kỳ đồ sộ mà còn cả trí tuệ nhạy bén, cậu ấy đã thống trị tất cả các giải đấu thể thao kể từ khi còn học mẫu giáo. Dù có tâm lý mạnh mẽ nhưng cậu lại dễ khóc khi gặp thất bại, khó khăn như những đứa trẻ bình thường. Cậu ấy được các bạn cùng lớp quý mến và đối xử rất ân cần với họ. Sau vụ cướp xe buýt, Bill đã được thưởng Ngôi sao Stella đầu tiên vì nỗ lực xoa dịu nỗi sợ hãi và hoảng loạn của các bạn cùng trường.
Demetrius Desmond (ディミトリアス・デズモンド Dimitoriasu Dezumondo)
Con trai đầu lòng của Donovan và Melinda Desmond, đồng thời là anh trai của Damian Desmond. Anh theo học tại Học viện Eden và là thành viên của nhóm sinh viên Imperial Scholar. 

### Giáo viên
Benedict Ivan Goodfellow (ベネディクト・アイヴァン・グッドフェラー, Benedikuto Aivan Guddoferā)
Lồng tiếng bởi: Yohei Tadano
Hiệu trưởng hiện tại của Học viện Eden. Theo một số thành viên cơ sở, ông ta là một người chính trực và chính trực, không thể mua chuộc bằng hối lộ. Thầy phát biểu chào mừng các em học sinh tại lễ khai giảng.
Henry Henderson (ヘンリー・ヘンダーソン, Henrī Hendāson)
Lồng tiếng bởi: Kazuhiro Yamaji
Một giáo viên lịch sử 65 tuổi và là hiệu trưởng của Cecil Hall tại Học viện Eden. Ông từng giữ chức vụ cao trong Học viện nhưng bị giáng chức xuống dạy học sinh lớp một sau khi tấn công đồng nghiệp quản lý Swan để bảo vệ gia đình Forger. Ông cũng là giáo viên chủ nhiệm của Anya và bạn bè của cô bé, đồng thời trông coi ký túc xá nơi Damian và bạn bè của cậu cư trú. Ông ấy rất đam mê "sự thanh lịch - elegance" và luôn đặt tiêu chuẩn cao cho học sinh và bản thân mình. Ông ta dường như không bận tâm đến việc bị giáng chức, có ý định tận dụng cơ hội để giáo dục và kỷ luật bọn trẻ theo tiêu chuẩn của mình. Ông ấy quan tâm đến việc học tập và hạnh phúc của mọi học sinh và đôi khi còn đi xa đến mức đặt mình vào nguy hiểm để bảo vệ học sinh của mình. Ông cũng là người quen của Martha Marriott, quản gia của Becky Blackbell, và dường như biết rất rõ về bà ấy.
Murdoch Swan (マードック・スワン, Mādokku Suwan)
Lồng tiếng bởi: Jin Urayama
Một giáo viên kinh tế 47 tuổi và cũng là Hiệu trưởng của Cline Hall. Ông là con trai duy nhất của cựu Hiệu trưởng Học viện Eden và được thuê vì chế độ gia đình trị. Ông ta nhẫn tâm, kiêu ngạo và nói chung là thô lỗ. Gần đây, ông đã ly hôn và vợ anh giành toàn quyền nuôi con gái, khiến ông tức giận khi gặp phải một gia đình hạnh phúc khác. Sau khi phá hoại cuộc phỏng vấn của gia đình Forger bằng những câu hỏi thâm hiểm của mình, Henderson tức giận đã khiến mình đấm vào mặt ông ta.
Walter Evans (ウォルター・エバンス, Worutā Ebansu)
Lồng tiếng bởi: Hiroshi Yanaka
Một giáo viên dạy tiếng bản địa 59 tuổi và cũng là Hiệu trưởng của Malcom Hall. Thầy hiền lành, đáng tin cậy và được học trò yêu mến. Cùng với Henry Henderson và Murdoch Swan, ông đã phỏng vấn nhà Forger.
Green (グリーン, Gurīn)
Lồng tiếng bởi: Hiroshi Shirokuma
Người trông coi ký túc xá của Cecil Hall. Anh đeo một miếng bịt mắt trên mắt trái và có một vết sẹo lớn từ dưới miếng bịt mắt ngang mặt. Anh ấy từng ở trong Hải quân, điều này cho phép mình có được một số kỹ năng sinh tồn cần thiết. Anh đưa Damian, Ewen và Emile đi cắm trại theo yêu cầu của Henderson. Sau đó, anh đã hộ tống xe buýt của các học sinh năm nhất Eden và nhanh chóng nhận ra rằng những chiếc xe buýt đang gặp nguy hiểm. Anh ta đuổi theo nhưng bị chặn lại bởi một phát súng vào lốp ô tô, dường như không bị thương.
Thomas Austin (トーマス・オースティン, Tōmasu Ōsutin)
Lồng tiếng bởi: Hiroki Gotō
Gia sư nội trú của Cecil Hall. Ông là một người ăn nói nhẹ nhàng, dễ mến và đã giảng dạy được 30 năm. Ông ta trải qua nhiều triệu chứng tâm thần khác nhau sau vụ cướp xe buýt. Sau khi tham dự các buổi tư vấn của Loid, ông nhận ra rằng những vấn đề về sức khỏe tâm thần đó thực chất xuất phát từ cuộc hôn nhân không hạnh phúc của mình và nỗi sợ hãi với người vợ. Sau đó, ông ấy đã thực hiện các bước để đối mặt với nỗi sợ hãi và khắc phục các vấn đề trong hôn nhân.

## WISE
Bộ phận tập trung vào phía Đông của Cơ quan Tình báo Westalis <WISE> (情報局対東課＜W I S E＞, Wesutarisu Jōhōkyoku Taihigashika <Waizu>) là cơ quan điệp viên phía Tây mà Loid làm việc, với mục tiêu chính là chống lại bất kỳ sáng kiến nào ở Ostania có thể đe dọa hòa bình giữa cả hai nước. 
Franky Franklin (フランキー・フランクリン Furankī Furankurin)
Lồng tiếng bởi: Yoshino Hiroyuki (tiếng Nhật), Nguyễn Anh Tuấn (tiếng Việt)
Một người cung cấp thông tin từ WISE, cơ quan gián điệp của Westalis, người cung cấp thông tin cho Loid và thường làm người trông trẻ cho Anya. Anh làm việc ở cửa hàng thuốc lá để che giấu thân phận. Anh đang vô vọng trong việc tìm bạn gái vì nhan sắc không vừa lòng với phụ nữ.
Loid Forger (ロイド・フォージャー, Roido Fōjā) / Twilight (黄昏, Tasogare)
Một trong những điệp viên giỏi nhất của Westalis. Anh hiện đang đóng quân ở Berlint, Ostania cho Chiến dịch Strix. Để biết thêm thông tin, hãy xem phần Loid Forger ở trên.
Sylvia Sherwood (シルヴィア・シャーウッド Shiruvuia Shāuddo)
Lồng tiếng bởi: Kaida Yūko (tiếng Nhật), Cao Thụy Thanh Hồng (tiếng Việt)
Người điều khiển và liên lạc của Loid tại WISE, người giao cho anh các nhiệm vụ và giám sát Chiến dịch Strix. Cô làm tùy viên và thư ký trong đại sứ quán như một bình phong cho hoạt động tình báo của mình. Cô được các điệp viên gọi là Fullmetal Lady (鋼鉄の淑女 (Cương thiết Thục nữ) Furumetaru Redi, n.đ.: Cô gái thép) do khả năng và tính cách đặc biệt của mình. Cô từng có một cô con gái nhỏ, nhưng không biết chuyện gì đã xảy ra với cô bé ấy.
Cô có xu hướng gây khó khăn cho các đặc vụ của mình và làm việc quá sức với họ, đặc biệt là Loid, người được cô trực tiếp huấn luyện khi anh tham gia công việc điệp viên. Quá trình huấn luyện của cô ấy dường như rất khắc nghiệt và đau thương đối với anh, điều mà anh ấy vẫn còn nhớ cho đến ngày nay. Sylvia cực kỳ có năng lực và đáng tin cậy, có thể tự mình lừa các đặc vụ SSS và bắt giữ những kẻ khủng bố; mặc dù cô thừa nhận rằng việc tập luyện quá sức sẽ gây tổn hại cho cơ thể cô. Cô từng có một gia đình, có chồng và con gái nhỏ, nhưng không biết chuyện gì đã xảy ra với họ. Sau vụ khủng bố chó đánh bom, cô đã nhận nuôi chú chó chăn cừu Đức của Keith Kepler và đặt tên cho nó là Aaron (アーロン, Āron).
Fiona Frost (フィオナ・フロスト Fiona Furosuto)
Lồng tiếng bởi: Sakura Ayane
Một nhân viên tình báo có mật danh Chạng vạng (夜帷 Tobari). Đồng nghiệp của Loid trong cả hoạt động gián điệp và tại Bệnh viện Đa khoa Berlint, nơi cô làm việc bí mật với tư cách là một thư ký. Sở hữu vóc dáng lực lưỡng và đầu óc lém lỉnh, cô được chứng tỏ là một điệp viên tài năng và thành thạo. Cô được Loid huấn luyện và kể từ đó đã tuân theo những lời dạy của anh đến mức cực đoan, che giấu mọi cảm xúc của mình và khiến mọi người coi cô là một kẻ cơ hội tàn nhẫn, sẵn sàng làm bất cứ điều gì để đạt được mục tiêu của mình. Thường không biểu lộ cảm xúc, nhưng cô có tình cảm mạnh mẽ đối với Loid, sẵn sàng làm bất cứ điều gì để thu hút anh, điều mà Sylvia đã biết và nghĩ rằng Yor không xứng đáng với anh. Nhờ tình cảm của mình đối với Loid, cô ấy có khả năng vượt qua giới hạn của mình với cái giá là bản thân bị thương nặng. Chỉ có Anya mới biết bản chất thật và cảnh giác với cô.
Đặc vụ WISE
Lồng tiếng bởi: Hiroki Gotō
Một đặc vụ kỳ cựu dường như là cộng sự và trợ lý thân thiết của Sylvia. Ông đôi khi xuất hiện để hỗ trợ Loid và Sylvia trong các nhiệm vụ lớn, đồng thời khiến bản thân rơi vào những tình huống nguy hiểm và đe dọa đến tính mạng. Ông ta có kinh nghiệm về chiến thuật điệp viên và có thể nhận ra những thông tin sai lệch và không đáng tin cậy.
Tân binh WISE
Lồng tiếng bởi: Kento Shiraishi
Một đặc vụ thiếu kinh nghiệm làm việc dưới sự giám hộ của Sylvia. Anh ta rất dễ bị ảnh hưởng bởi những thông tin sai lệch và cảm xúc của chính mình, điều này đôi khi dẫn đến việc đánh giá tình hình không chính xác.
Chỉ huy WISE
Lồng tiếng bởi: Akio Ōtsuka
Chỉ huy của WISE cũng là người phụ trách Chiến dịch Strix. Anh ta cư trú tại Trụ sở WISE ở Westalis và khuôn mặt của anh ta bị che khuất đối với độc giả và khán giả. Anh ta có thái độ thiếu thận trọng đối với Chiến dịch Strix, có niềm tin lớn lao rằng Twilight có thể làm được bất cứ điều gì.

## Cảnh sát mật (SSS)
Cơ quan An ninh Nhà nước <SSS> (国家保安局, Kokka Hoankyoku), hay Cảnh sát Mật vụ (秘密警察, Himitsu Keisatsu) như mọi người thường gọi, là một tổ chức của Ostania được thành lập để duy trì trật tự công cộng. Mục tiêu chính của họ là các hoạt động phản gián, bao gồm giám sát công chúng và săn lùng gián điệp. Họ sử dụng bất kỳ chiến thuật nào dù cực đoan đến đâu để có được thông tin, bao gồm bắt cóc, thẩm vấn, tra tấn, nghe lén, v.v.
Yuri Briar (ユーリ・ブライア Yūri Buriaru)
Lồng tiếng bởi: Ono Kenshō, Kumagai Mirei (khi còn nhỏ) (tiếng Nhật), Đặng Hoàng Khuyết (tiếng Việt)
Là em trai Yor 20 tuổi. Rõ ràng là một quan chức tại Bộ Ngoại giao, nhưng đây là lớp cải trang che đậy cho thân phận thật là một trung úy của Sở An ninh Nhà nước - có nhiệm vụ săn lùng "Hoàng hôn" và các nhóm nổi dậy, khủng bố và tình báo ở nước ngoài khác. Anh nghiêm túc trong công việc và biết cách sử dụng bạo lực như một công cụ để hoàn thành công việc của mình, không hề tỏ ra thương xót với tội phạm. Tuy nhiên, anh vẫn có sự đồng cảm và lòng trắc ẩn đối với người khác. Anh hơi quá thân thiết với chị gái mình, phản đối cuộc hôn nhân của Yor và Loid dù không biết công việc sát thủ của Yor hay danh tính thực sự của Loid. Cả Loid và Anya đều biết về nghề nghiệp thực sự của anh trong khi Yor vẫn không biết gì. Anh có một vóc dáng cường tráng, có thể chịu được những vết thương nặng và ăn phải thức ăn độc hại nhờ tuổi thơ được Yor chăm sóc. Bất chấp khả năng phục hồi của mình, xu hướng làm việc quá sức của anh ấy đôi khi phát huy tác dụng, khiến anh phải nằm liệt giường khá nhiều lần.
Trung úy SSS
Lồng tiếng bởi: Yasuyuki Kase
Đồng nghiệp chỉ huy cấp cao hơn của Yuri. Ông có hai vết sẹo ở mắt trái. Mặc dù là một người khắc kỷ và nghiêm túc nhưng ông ấy dường như quan tâm đến Yuri và coi anh như một người bạn thân. Ông ấy biết về nỗi ám ảnh của Yury với chị gái mình, xu hướng làm việc quá sức cũng như vấn đề uống rượu của anh và đưa ra lời khuyên phù hợp cho anh ấy. Ông ấy cũng chăm sóc Yury bằng cách mang đồ ăn và thuốc thảo dược đến cho cậu khi cậu ấy ốm.
Winston Wheeler (ウィンストン・ウィーラー, Winsuton Wīrā)
Một đặc vụ người Ostania đã được gửi đến cơ quan WISE ở Westalis với tư cách là gián điệp. Anh ta là một điệp viên chuyên nghiệp và hiệu quả cao với cách cư xử lạnh lùng và không đáng tin cậy. Trong thời gian làm điệp viên WISE, anh ta đã tuồn thông tin sang phía Đông và đứng sau một cuộc thanh trừng gián điệp gần đây. Anh ta cũng từng hợp tác với Twilight trong quá khứ. Ngay trước khi bị phát hiện, anh ta đã đánh cắp rất nhiều tài liệu tuyệt mật, bao gồm cả vị trí của tất cả các điệp viên WISE đang hoạt động ở Ostania và trốn thoát. Winston đã bị các điệp viên WISE phía Ostania chặn lại và bắt giữ tại thị trấn Shellbury, bị Nightfall đánh bại trong trận chiến. Anh ta đã bị bất ngờ bởi Nightfall khi cô ấy tức giận và tàn nhẫn hy sinh cả hai cánh tay và một chân của mình để đánh anh ta, trước đó cô đã bị Winston khiêu khích.
Chỉ huy SSS
Lồng tiếng bởi: Jiro Saito
Ông chủ của Yuri. Ông là một người đàn ông vui vẻ và rất thích Yuri, so sánh anh ấy với một "cún con dễ thương". Rõ ràng là nhờ ông ta mà Yuri đã được tuyển dụng vào SSS và sau đó thăng cấp nhanh chóng.

## Garden
Garden (ガーデン, Gāden) là tổ chức sát thủ Ostania khét tiếng được nhiều người coi là huyền thoại đô thị. Họ hoạt động dưới sự chỉ đạo của một chính phủ ngầm nhằm thanh trừng những kẻ phản bội đất nước. Nhóm này cũng có mối liên hệ với mafia ngầm, bao gồm cả gia đình Gretcher trước đây. Người ta nói rằng chỉ một đặc vụ của họ cũng đủ để quét sạch cả một đội quân.
Quản lý (店長, Tenchō)
Lồng tiếng bởi: Junichi Suwabe
Thủ lĩnh của Garden, nhóm sát thủ nơi Yor hiện đang làm việc. Ông có một lọn tóc trắng dài, dày và gồ ghề, giống như một mảng cỏ rậm rạp. Quản lý liên hệ và cung cấp cho Yor ảnh của mục tiêu cũng như thông tin về khả năng phòng thủ. Ông luôn được nhìn thấy trong khu vườn của mình, cắt tỉa cây bằng cặp kéo lớn, thứ được coi là vũ khí của ông. Yor luôn báo cáo và xin phép Quản lý đối với mọi quyết định quan trọng của cô, chẳng hạn như kết hôn giả với Loid và kết bạn với Melinda Desmond. Gần đây ông dường như lo ngại về sự quan tâm của Loid đối với Donovan Desmond và Đảng Thống nhất Quốc gia Ostania.
Yor Forger (ヨル・フォージャー, Yoru Fōjā) nhũ danh Briar (ブライア, Buraia) / Công chúa gai (いばら姫, Ibara Hime)
Một trong những sát thủ ưu tú của Garden với mật danh "Công chúa gai". Để biết thêm thông tin, hãy xem phần Yor Forger ở trên.
Matthew McMahon (マシュー・マクマホン, Mashū Makumahon)
Lồng tiếng bởi: Kenyū Horiuchi
Một trong những chi nhánh của Garden làm Giám đốc Chính sách tại Tòa thị chính Berlint. Ông để mắt đến Yor và hỗ trợ cô trong các nhiệm vụ của mình. Mặc dù rõ ràng ông ta không mạnh siêu phàm như Yor, nhưng ông cũng có năng lực đặc biệt, có thể tiêu diệt những sát thủ yếu được cử đến truy đuổi họ hoặc xử lý họ bằng nhiều loại súng một cách hiệu quả. Ông ấy nhận thức được quyết tâm dao động và những cảm xúc mâu thuẫn của Yor trong một nhiệm vụ nhất định.

## Gia đình Desmond
Donovan Desmond (ドノバン・デズモンド, Donoban Dezumondo )
Lồng tiếng bởi: Takaya Hashi
Chủ tịch Đảng Thống nhất Quốc gia, cựu Thủ tướng Ostania và là mục tiêu chính của Chiến dịch Strix. Ông ấy đã kết hôn với Melinda và là cha của Demetrius và Damian. Ông ta hiếm khi xuất hiện trước công chúng và luôn đứng trong bóng tối về hoạt động của chính mình. Lần xuất hiện duy nhất của ông là tại một bữa tiệc thường niên được tổ chức dành cho các Học giả Hoàng gia của Học viện Eden, mà con trai ông là Demetrius cũng tham gia. Ông nhấn mạnh đến thành tích và bỏ bê con cái về mặt cảm xúc. Như WISE đã đưa tin, đảng chính trị của ông, vốn ủng hộ việc xúi giục một cuộc chiến khác chống lại Westalis, đã mất quyền lực và gần đây đã sử dụng đến các sự kiện và sự cố nhỏ hơn, gây ra tình trạng bất ổn cho người dân.
Melinda Desmond (メリンダ・デズモンド, Merinda Dezumondo)
Vợ của Donovan, cựu Đệ nhất phu nhân của Ostania và Demetrius và mẹ của Damian. Cô tình cờ gặp Yor và nhanh chóng kết bạn với cô ấy, mời Yor tham gia nhóm bạn của cô, "Hội Phụ Nữ Yêu Nước, bao gồm các bà mẹ thuộc các gia đình giàu có sống ở Berlint. Giống như chồng mình, cô ấy xa cách và ghẻ lạnh với gia đình. Áp dụng phương pháp “nuôi dạy con không cần thiết”, cô hạn chế giao tiếp với các con trai. Cô cũng giữ mối quan hệ thân thiết, gần gũi và hiếm khi tham gia vào chính trị kể từ khi đảng chính trị của gia đình cô mất quyền lực. Trong cuộc gặp gỡ đầu tiên của họ, Anya phát hiện ra rằng cô mắc một loại rối loạn nhận dạng phân ly, biểu hiện ở cảm xúc của cô đối với các con trai của mình nhanh chóng xen kẽ giữa tình mẫu tử và hoàn toàn không quan tâm đến hạnh phúc của chúng.
Demetrius Desmond (ディミトリアス・デズモンド, Dimitoriasu Dezumondo)
Lồng tiếng bởi: Aoi Ichikawa
Con trai đầu lòng của Donovan và Melinda Desmond. Anh theo học tại Học viện Eden và là thành viên của nhóm Học giả Hoàng gia do có nhiều thành tích học tập khác nhau. Anh ấy được cho là một học sinh xuất sắc và là người có thành tích vượt trội, vì Loid lưu ý rằng anh chỉ mắc một lỗi duy nhất trong bài kiểm tra giữa kỳ của mình. Anh hiếm khi trò chuyện với em trai mình và dường như xa cách với những người còn lại trong gia đình như bố mẹ họ. Giống như em trai mình, anh cũng sống trong ký túc xá của trường (mặc dù khác với ký túc xá của Cecil Hall).
Damian Desmond (ダミアン・デズモンド, Damian Dezumondo)
Con trai thứ hai của Donovan và Melinda Desmond. Cậu bé cũng theo học tại Học viện Eden và được xếp vào lớp Cecil Hall. Để biết thêm thông tin, xem phần Damian Desmond ở trên.

## Nhân vật phụ khác
Camilla (カミラ, Kamira)
Lồng tiếng bởi: Umeka Shōji  
Một trong ba đồng nghiệp của Yor tại Tòa thị chính. Bạn gái của Dominic. Ban đầu là một người phụ nữ hai mặt, cô ấy dần dần có thiện cảm với Yor trong suốt câu chuyện, đến mức dạy cô cách nấu ăn. Camilla là một đầu bếp xuất sắc vì cô ấy có thể tìm ra công thức súp Briar chỉ bằng cách nghe câu chuyện về cách Yor làm ra nó.
Millie (ミリー, Mirī)
Lồng tiếng bởi: Manaka Iwami
Một trong ba đồng nghiệp của Yor tại Tòa thị chính. Một cô gái thẳng thắn và là người trẻ nhất trong ba người. Cô ấy chủ yếu được sử dụng như một kẻ chạy trốn vì muốn báo cáo sếp của mình với Cảnh sát Mật, do anh ta đang yêu cô ấy. Cô đã chia tay với bạn trai của mình vào lúc bắt đầu câu chuyện.
Sharon (シャロン, Sharon)
Lồng tiếng bởi: Mirei Kumagai  
Một trong ba đồng nghiệp của Yor tại Tòa thị chính. Ban đầu là một người phụ nữ hóm hỉnh, Sharon trở nên ủng hộ Yor trong suốt câu chuyện. Là người lớn tuổi nhất trong ba người, cô đã kết hôn và có một đứa con đang tham gia kỳ thi tuyển sinh vào Học viện Eden ở đầu câu chuyện.
Dominic (ドミニック, Dominikku)
Lồng tiếng bởi: Shōhei Kajikawa  
Bạn trai của Camilla và đồng nghiệp của Yuri tại Bộ Ngoại giao. Anh ta sống cạnh nhà Yuri và không biết công việc thực sự của anh. Anh rất ủng hộ Yor thông qua những nỗ lực của cô ấy và thỉnh thoảng cũng cung cấp cho Yuri thông tin về chị gái mình.
Martha Marriott (マーサ・マリオット, Māsa Mariotto)
Lồng tiếng bởi: Shoko Tsuda
Quản gia của gia đình Blackbell và là người chăm sóc chính của Becky Blackbell. Bà quan tâm và yêu thương Becky một cách chân thành, sửa chữa tính kiêu kỳ và cách cư xử tồi tệ của cô bé. Bà ấy thường được coi là tài xế riêng của Becky. Loid nhận xét rằng Martha có thể là một cựu chiến binh giàu kinh nghiệm. Bất chấp tuổi tác của mình, Martha vẫn có thể thực hiện các động tác nhào lộn khó và bắn súng điện giữa không trung trong khi giải cứu Anya. Bà ấy và Henry dường như biết rõ về nhau; cô vô cùng lo lắng cho ông khi ông sẵn sàng hy sinh bản thân để làm con tin.
Sigmund Auten (ジークムント・オーセン, Jīkumunto Ōsen)
Một người đàn ông lớn tuổi cùng với vợ là Barbara, gần đây đã chuyển đến tòa nhà chung cư mà gia đình Forger đang sống, trở thành những người hàng xóm mới nhất của họ.
Barbara Auten (バーバラ・ボックル, Bābara Ōsen)
Một người phụ nữ lớn tuổi cùng chồng là Sigmund gần đây đã chuyển đến tòa nhà chung cư mà gia đình Forger đang sống, trở thành hàng xóm mới nhất của họ.

## Các nhân vật khác
Bondman (ボンドマーン, Bondomān)
Lồng tiếng bởi: Taisuke Nakano
Bondman là một điệp viên và là nhân vật chính của loạt phim hoạt hình và truyện tranh hư cấu trong vũ trụ Spy Wars (スパイ大戦争, Supai Dai Sensō, Spy Great War), bộ sê-ri yêu thích của Anya. Ta luôn có thể nhìn thấy anh với chiếc mũ và áo khoác màu vàng đã được đăng ký nhãn hiệu, cùng khẩu trang, găng tay và giày màu đen. Bond Forger được đặt theo tên anh vì những điểm giống nhau của chúng. Anh thường xuyên chiến đấu chống lại Liên minh Ác nhân và giải cứu Công chúa Honey (ハニー姫, Hanī-hime). Anh ta cũng là một người lăng nhăng, đã quyến rũ rất nhiều phụ nữ trong suốt sự nghiệp của mình, bao gồm cả kẻ thù, đồng minh và thậm chí cả những người ngoài cuộc. Anh ta không chịu từ bỏ bất kỳ cuộc chinh phục tình cảm nào của mình, ngay cả khi phải đối mặt với sự tức giận, ghen tuông và đối xử bạo lực từ các bạn gái.
Keith Kepler (キース・ケプラー, Kīsu Kepurā)
Lồng tiếng bởi: Hiroki Takahashi  
Thủ lĩnh của một nhóm khủng bố cực đoan, gồm các sinh viên Đại học Berlint. Anh ta và nhóm của mình đã lên kế hoạch khơi dậy cuộc chiến giữa hai quốc gia bằng cách ám sát Bộ trưởng người Tây Ban Nha Brantz đang đến thăm bằng những con chó mang bom. Anh tỏ ra tàn nhẫn và nhẫn tâm, ra lệnh cho thuộc hạ của mình giết Anya khi cô bé phát hiện ra kế hoạch của mình và sẵn sàng hy sinh mạng sống vô tội trong vụ đánh bom của mình. Anh cũng rất thông minh, có thể tạo ra một cái bẫy nổ có thể cướp đi mạng sống của Loid nếu không có sự can thiệp của Anya và Bond. Anh ta bị đặc vụ WISE chặn lại và sau đó bị bắt.
Bình minh (東雲, Shinonome)
Lồng tiếng bởi: Yuichi Nakamura
Một điệp viên Ostania tự kinh doanh. Anh ta tin rằng mình là đối thủ của điệp viên nổi tiếng Hoàng Hôn và đặt tên cho mình theo đó. Anh được George Glooman thuê để phá hoại bài thi của anh em nhà Desmond. Anh cực kỳ thiếu chuẩn bị và bất cẩn, và do đó, không thích hợp để làm điệp viên, mặc dù anh dường như có rất nhiều may mắn.
Leonardo Hapoon (レオナルド・ハプーン, Reonarudo Hapūn)
Kẻ chiếm đoạt tổ chức mafia của gia đình Gretcher. Hắn ta loại bỏ tất cả người trong nhà Gretcher, ngoại trừ Olka Gretcher và con trai cô, và nắm quyền thay họ. Hắn ra lệnh cho các sát thủ đuổi theo Olka khi cô lên kế hoạch trốn thoát trên chuyến du ngoạn "Công chúa Lorelei". Hiện hắn ta đang âm mưu với những kẻ cực đoan ủng hộ chiến tranh ở Ostania để làm giàu thông qua buôn bán vũ khí.
Olka Gretcher (オルカ・グレッチャー, Oruka Gurecchā) / Shaty Grey (シャティ・グレイ, Shati Gurei)
Lồng tiếng bởi: Aya Endō
Thành viên cuối cùng còn sống của gia đình Gretcher, cùng với con trai cô là Gram Gretcher (グラム・グレッチャー, Guramu Gurecchā), sau khi gia đình cô bị xóa sổ bởi một cuộc nổi dậy do Leonardo Happoon lãnh đạo. Gia đình cô từng điều hành chợ đen và dùng lợi nhuận kiếm được để nuôi sống những người kém may mắn trong chiến tranh. Sau khi gia đình bị tiêu diệt, cô thay đổi diện mạo và lên kế hoạch trốn sang một đất nước khác trên tàu du lịch Công chúa Lorelei cùng với Gram và bạn của cô là Zeb (ゼブ, Zebu), giả làm cặp đôi Furseal và Shaty Grey (ファーシルとシャティ・グレイ, Fāshiru tới Shati Gurei). Nhờ sự giúp đỡ của Garden, họ được đặt dưới sự bảo vệ của Yor và Matthew và trốn thoát an toàn sau cuộc đối đầu đẫm máu với bọn sát thủ do Hapoon cử đến. Cô được thể hiện là một người phụ nữ tốt bụng, luôn quan tâm đến gia đình và bạn bè.
Snoops (聞き耳くん, Kikimimi-kun)
Lồng tiếng bởi: Kazuyuki Okitsu
Một sát thủ có tài giám sát, dựa vào kỹ năng lắng nghe để thu thập thông tin. Hắn ta có thể nghe nhiều thiết bị nghe và lọc thông tin mình cần. Hắn được thuê để ám sát Olka và con trai cô trên tàu du lịch Công chúa Lorelei. Nhờ khả năng của mình, hắn nhanh chóng lần ra vị trí của cô sớm và báo động cho các đồng minh khác. Hắn ta cũng rất tàn nhẫn và độc ác, sẵn sàng đánh chìm cả con tàu cùng với tất cả hành khách và đồng minh của mình khi nhận ra cuộc phục kích thất bại. Sau khi vô tình bị Loid cho nổ tung khỏi bè cứu sinh, hắn và thủ lĩnh sát thủ được nhìn thấy lần cuối khi bị cá mập bao vây.
Thủ lĩnh sát thủ trên tàu du lịch
Lồng tiếng bởi: Kohsuke Toriumi
Một sát thủ được Leonardo Hapoon thuê để ám sát Olka và con trai cô trên tàu du lịch Công chúa Lorelei. Hắn ta có khứu giác cực kỳ nhạy bén và đã sử dụng khả năng đó để truy tìm nhóm của Olka và những quả bom được giấu kín. Anh ta cũng rất nhạy bén và tính toán, thích cử những sát thủ khác đến chiến đấu thay mình và bỏ trốn ngay khi nhận ra kế hoạch thất bại. Hắn ta tuân theo quy tắc đạo đức của riêng mình, chia đều tiền công và không lôi kéo những người ngoài cuộc vô tội vào. Sau khi vô tình bị Loid cho nổ tung khỏi bè cứu sinh, người ta nhìn thấy hắn và Snoops lần cuối khi bị cá mập bao vây.

## Đón nhận
Antonio Mirele của The Fandom Post rất thích thú với sự hài hước của tựa đề gia đình dị năng cũng như tính cách của họ. Anh ấy mô tả bối cảnh gia đình của Loid là một người đàn ông thẳng thắn, Yor là "nhân vật ngốc nghếch" và Anya, đứa trẻ đáng yêu "mà độc giả phải lòng" là công thức hoàn hảo cho một bộ phim hài. Tuy nhiên, anh cảm thấy sự hài hước đến từ việc Yor là nhân vật ngốc nghếch đã không được tận dụng đúng mức. Do đó, Anime News Network cảm thấy rằng các chương tiếp theo tập trung vào Yor sẽ khiến nhân vật của cô trở nên thú vị hơn. Comic Book Resources gọi loạt biểu cảm trên khuôn mặt của người họa sĩ là "vũ khí bí mật" để thu hút độc giả, nổi bật nhất là Anya, người mà Collins nói, "đánh cắp mọi trang cô bé xuất hiện." Trong một bài đánh giá cho Polygon, Julia Lee đồng ý, tập trung vào các bảng biểu cảm thực sự cho khán giả thấy cảm xúc của các nhân vật. Trong một phân tích sâu hơn, Den of Geek nhận thấy những bí mật của nhà Forger là một lý do khác khiến bộ truyện trở nên nổi tiếng, đồng thời nhấn mạnh rằng mặc dù Loid là một điệp viên tài năng nhưng sứ mệnh trở thành một người cha tốt của anh ấy cũng rất vui nhộn. 
Anime Feminist cũng lưu ý rằng sự nổi tiếng của bộ truyện là nhờ vào tác phẩm nghệ thuật, đáng chú ý nhất là nhiều biểu cảm trên khuôn mặt của Anya và cảm thấy rằng tập đầu tiên hấp dẫn nhờ mối liên kết giữa Loid và Anya khi phần trước áp dụng phần sau, mang lại tiềm năng cho sự ra mắt của Yor. Morgana Santilli của The Beat rất thích sự ăn ý giữa gia đình sắp đặt khi anh ấy lưu ý rằng Anya khiến bộ ba trở nên nổi bật. IGN cũng yêu thích Anya đến mức cô bé có thể trở thành một trong những nhân vật xuất sắc nhất từ năm 2022, gắn mác ở đây là "nhân vật trẻ em đáng yêu đánh cắp mọi cảnh họ tham gia, người sẽ truyền cảm hứng cho một lượng hàng hóa lố bịch" đồng thời giải quyết vấn đề sức mạnh của cô bé cũng là biểu tượng cho thấy trẻ em có thể tiếp thu như thế nào. IGN cũng khen ngợi Yor vì cô ấy có thể mạnh mẽ đến mức nào bất chấp những dấu hiệu ban đầu của một người phụ nữ vụng về. 
Sự nổi tiếng của Anya đã khiến Toho thực hiện một video âm nhạc có sự góp mặt của cô bé. Ngoài ra, một Tamagotchi liên quan đến Anya đã được phát hành vào tháng 6 năm 2022. Trong một cuộc khảo sát do FinT thực hiện, Spy × Family và Anya lần lượt được xếp hạng thứ nhất và thứ tư, trong số những thứ thịnh hành nhất trong Thế hệ Z tại Nhật Bản vào năm 2022.  Trong cùng một cuộc khảo sát, "Anya thích đậu phộng" (アーニャピーナッツが好き) là số không. Cụm từ thịnh hành số 1 của năm một phần nhờ các bản nhạc remix trên TikTok.

### Bộ truyện tranhSpy × Family
Toàn bộ series
- Các tập truyện tranh Spy × Family của Endo, Tatsuya. Phiên bản gốc tiếng Nhật được xuất bản bởi Shueisha. Phiên bản dịch tiếng Việt được xuất bản bởi Nhà xuất bản Kim Đồng.

Tankōbon
- Ch. 1–5: SPY×FAMILY 1 (bằng tiếng Nhật). July 4, 2019. ISBN 978-4-08-882011-8 và SPY×FAMILY 1 (bằng tiếng Việt). June 2, 2020. ISBN 978-1-9747-1546-6.
- Ch. 6–Extra 1: SPY×FAMILY 2 (bằng tiếng Nhật). October 4, 2019. ISBN 978-4-08-882120-7 và SPY×FAMILY 2 (bằng tiếng Việt). September 1, 2020. ISBN 978-1-9747-1724-8.
- Ch. 12–Extra 2: SPY×FAMILY 3 (bằng tiếng Nhật). January 4, 2020. ISBN 978-4-08-882183-2 và SPY×FAMILY 3 (bằng tiếng Việt). December 1, 2020. ISBN 978-1-9747-1816-0.
- Ch. 18–Short 2: SPY×FAMILY 4 (bằng tiếng Nhật). May 13, 2020. ISBN 978-4-08-882229-7 và SPY×FAMILY 4 (bằng tiếng Việt). March 2, 2021. ISBN 978-1-9747-2103-0.
- Ch. 24–Short 3: SPY×FAMILY 5 (bằng tiếng Nhật). September 4, 2020. ISBN 978-4-08-882463-5 và SPY×FAMILY 5 (bằng tiếng Việt). June 1, 2021. ISBN 978-1-9747-2294-5.
- Ch. 31–Short 4: SPY×FAMILY 6 (bằng tiếng Nhật). December 28, 2020. ISBN 978-4-08-882545-8 và SPY×FAMILY 6 (bằng tiếng Việt). October 5, 2021. ISBN 978-1-9747-2513-7.
- Ch. 38–Short 5: SPY×FAMILY 7 (bằng tiếng Nhật). June 4, 2021. ISBN 978-4-08-882669-1 và SPY×FAMILY 7 (bằng tiếng Việt). April 5, 2022. ISBN 978-1-9747-2848-0.
- Ch. 45–Short 6: SPY×FAMILY 8 (bằng tiếng Nhật). November 4, 2021. ISBN 978-4-08-882843-5 và SPY×FAMILY 8 (bằng tiếng Việt). September 20, 2022. ISBN 978-1-9747-3427-6.
- Ch. 54–61: SPY×FAMILY 9 (bằng tiếng Nhật). April 4, 2022. ISBN 978-4-08-883076-6 và SPY×FAMILY 9 (bằng tiếng Việt). March 21, 2023. ISBN 978-1-9747-3628-7.
- Ch. 62–Short 8: SPY×FAMILY 10 (bằng tiếng Nhật). October 4, 2022. ISBN 978-4-08-883127-5 và SPY×FAMILY 10 (bằng tiếng Việt). October 17, 2023. ISBN 978-1-9747-4067-3.
- Ch. 67–75: SPY×FAMILY 11 (bằng tiếng Nhật). April 4, 2023. ISBN 978-4-08-883313-2 và SPY×FAMILY 11 (bằng tiếng Việt). March 19, 2024. ISBN 978-1-9747-4329-2.
- Ch. 76–Short 10: SPY×FAMILY 12 (bằng tiếng Nhật). October 4, 2023. ISBN 978-4-08-883675-1.
- Ch. 85–90: Các chương chưa được đưa vào tập tankōbon/ bằng tiếng Nhật on Shōnen Jump+ platforms and bằng tiếng Việt on Manga Plus and Viz platforms